# Eupithecia achilleata
Eupithecia achilleata là một loài bướm đêm trong họ Geometridae.